# Katherine Sauerbrey
Katherine Sauerbrey (n. 5 mai 1997, Suhl, Turingia, Germania) este o schioară de fond ce a reprezentat Germania, medaliată olimpică. A participat la o ediție a Jocurilor Olimpice (2022) în care a câștigat o medalie de argint.